# Дамшунг
Дамшунг (тиб. འདམ་གཞུང་རྫོང།, Вайли:  ’dam gzhung rdzong; кит. упр. 当雄县, пиньинь Dāngxióng xiàn, палл. Дансюн сянь) — уезд городского округа Лхаса Тибетского автономного района КНР.

## История
Уезд был создан в 1960 году путём объединения трёх тибетских дзонгов.

## Административное деление
Уезд делится на 2 посёлка и 6 волостей:
- Посёлок Дамчука (当曲卡镇)
- Посёлок Янбаджайн (羊八井镇)
- Волость Гьайдар 格达乡)
- Волость Ньингдрунг (宁中乡)
- Волость Гонгтанг (公塘乡)
- Волость Лунгринг (龙仁乡)
- Волость Вуматанг (乌玛塘乡)
- Волость Намцо (纳木错乡)

## Экономика
Солёное озеро Нам-Цо («Небесное озеро») является крупным туристическим центром. 